# Wikarewicze Małe
Wikarewicze Małe (biał. Малыя Вікаравічы; ros. Малые Викоровичи) – wieś na Białorusi, w obwodzie brzeskim, w rejonie stolińskim, w sielsowiecie Struga, nad Horyniem.
Zamieszkane były przez szlachtę zaściankową. W dwudziestoleciu międzywojennym leżały w Polsce, w województwie poleskim, w powiecie stolińskim, w gminie Stolin. Po II wojnie światowej w granicach Związku Sowieckiego. Od 1991 w niepodległej Białorusi.